# Sugarcreek (Pennsylvania)
Sugarcreek is een plaats (borough) in de Amerikaanse staat Pennsylvania, en valt bestuurlijk gezien onder Venango County.

## Demografie
Bij de volkstelling in 2000 werd het aantal inwoners vastgesteld op 5331.
In 2006 is het aantal inwoners door het United States Census Bureau geschat op 5068, een daling van 263 (-4.9%).

## Geografie
Volgens het United States Census Bureau beslaat de plaats een oppervlakte van
98,1 km², waarvan 96,8 km² land en 1,3 km² water.

## Plaatsen in de nabije omgeving
De onderstaande figuur toont nabijgelegen plaatsen in een straal van 12 km rond Sugarcreek.